# Herbert Henry Dow
Herbert Henry Dow (Belleville, 26 de febrero de 1866 - Midland, 16 de octubre de 1930) fue un químico industrial estadounidense de origen canadiense. Se educó en el Case Institute of Technology en Cleveland (Ohio) donde se convirtió en miembro de la asociación Phi Kappa Psi. Su éxito más significativo fue como fundador de Dow Chemical Company en 1897 con la ayuda de Charles Nold. Dos años después, también comenzó los Dow Gardens en Midland (Míchigan) como una afición personal.
Según la publicidad de la empresa, Dow también inventó la incubadora de huevos.

## Vida personal
Dow se casó con Grace A. Dow, y ambos tuvieron un hijo, Alden B. Dow, que se convirtió en un famoso arquitecto.

### El rompedor del monopolio
Dow no era sólo un químico muy capacitado, sino también era un astuto hombre de negocios. En un ejemplo famoso, Dow encontró una forma más barata de producir bromo de su fábrica en Míchigan, que vendió en los Estados Unidos por 36 céntimos por libra. En ese momento, Bromkonvention, el cártel de bromo apoyado por el gobierno alemán, tenía casi un monopolio en el suministro de bromo, que vendían a 49 céntimos por libra. Los alemanes habían dejado claro que inundarían el mercado americano con bromo barato si Dow intentaba vender el elemento en el extranjero. Dow hizo precisamente eso en 1904 exportando a Inglaterra. Unos pocos meses más tarde, un representante de Bromkonvention se presentó en su oficina e intentó intimidar a Dow para que cesara las exportaciones.
Impávido, Dow continuó exportando a Inglaterra y Japón. El cártel alemán tomó represalias inundando el mercado estadounidense con bromo a un mero precio de 15 céntimos por libra en un intento de sacarle del negocio. Dow, incapaz de competir con el intento de precio depredador en los EE. UU., ordenó a sus agentes comprar discretamente cientos de miles de libras del bromo alemán localmente al precio bajo. La Dow Company entonces volvió las tornas al cártel reempaquetando el bromo y exportándolo a Alemania con un tremendo beneficio. El cártel, esperando que Dow quiebre, es incapaz de comprender que estaba conduciendo la enorme demanda de bromo en los Estados Unidos, y de donde venía todo el barato bromo importado que inundaba su mercado. Incluso sospecharon de sus propios miembros de violar su acuerdo de precio fijo y venta en Alemania por debajo del coste fijo del cártel. El confundido cártel continuó rebajando drásticamente los precios de su bromo en los EE. UU., primero a 12 céntimos por libra, y después a 10,5 céntimos por libra. Dow continuó vendiendo el bromo en Alemania a 27 céntimos por libra. Cuando el cártel finalmente se enteró de la táctica de Dow, entonces se dieron cuenta de que no podían seguir vendiendo por debajo del coste, y estuvieron forzados a reducir sus precios alrededor del mundo. El triunfo de Dow ha sido usado como un argumento que el precio depredador es una práctica irracional que nunca funcionará en el mundo real.